# Шантель, Саша
Саша Шантель (словен. Saša Šantel; 15 марта 1883, Гориция — 1 июля 1945, Любляна) — словенский художник, композитор и педагог.
Одновременно с учёбой в гимназии занимался живописью под руководством Антона Гвайца, затем в 1901—1905 гг. учился в венском Университете прикладных искусств у Антона фон Кеннера, в этот же период занимался музыковедением в Венском университете под руководством Гвидо Адлера. На протяжении большей части жизни преподавал рисование и искусство в гимназиях (в том числе в городах Пазин и Копер), а с 1922 г. и до конца жизни — в техническом училище в Любляне. Одновременно играл на скрипке и занимался композицией; наиболее известное сочинение Шантеля — оперетта «Бледский колокол» (словен. Blejski zvon), поставленная в 1933 году в Люблянской опере.
Сочетание интереса к двум видам искусства привело Шантеля к созданию его наиболее известной картины — гигантского (5 × 2,5 метров) полотна «Словенские композиторы» (словен. Slovenski skladatelji; 1936), на котором изображены 37 словенских композиторов (герои для картины были отобраны директором Люблянской консерватории Люцияном Шкерьянцем); автор картины изобразил на ней также и себя. Полотно висит в Малом зале Словенской филармонии.